# Eloeophila maculata
Eloeophila maculata är en tvåvingeart som först beskrevs av Johann Wilhelm Meigen 1804.  Eloeophila maculata ingår i släktet Eloeophila och familjen småharkrankar. Arten är reproducerande i Sverige. Inga underarter finns listade i Catalogue of Life.
Artens utbredningsområde är Europa där den har hittats i ett stort antal olika länder. 